# Pavao Muhić
Pavao Muhić (Pozsega, 1811. január 1. – Zágráb, 1897. október 17.), horvát jogtudós, politikus, akadémikus, a Jugoszláv Tudományos és Művészeti Akadémia elnöke.

## Élete
Pavao Muhić 1812-ben született Pozsegában. Zágrábban jogot tanult, doktorátust 1843-ban Pesten szerzett. 1835-től 1850-ig a zágrábi Királyi Tudományos Akadémia Jogi Karán tanított. Ezt követően professzor, 1850-től 1871-ig a jogi akadémia igazgatója is volt.
Politikagazdaságtant és pénzügyi tudományokat tanított. Előadásait akkori hallgatói feljegyzések szerint négy részre tagolta: Bevezetés, Politikagazdaság, Nemzetgazdaságpolitika és Államgazdaság (Pénzügy). A jövőben ezek az egységek önálló tudományokként és a kar speciális tanszékeiként váltak önállóvá. 1861-től 1866-ig a horvát parlament tagja, 1872-től 1881-ig a horvátországi, szlavóniai és dalmáciai tartományi kormány vallás- és oktatásügyi osztályának vezetője. 1866-ban lett a Horvát Tudományos és Művészeti Akadémia rendes tagja, 1887-től 1890-ig pedig elnöke volt.

## Fordítás
Ez a szócikk részben vagy egészben  a   Pavao Muhić című horvát Wikipédia-szócikk ezen változatának fordításán alapul.  Az eredeti cikk szerkesztőit annak laptörténete sorolja fel. Ez a jelzés csupán a megfogalmazás eredetét és a szerzői jogokat jelzi, nem szolgál a cikkben szereplő információk forrásmegjelöléseként.